# Stilpnia
Stilpnia es un género de aves paseriformes perteneciente a la familia Thraupidae que agrupa a 14 especies nativas de los bosques y selvas de la América tropical (Neotrópico). Estas especies formaban parte hasta recientemente de un amplio género Tangara, de donde fueron separadas en el presente nuevo género descrito en 2016. Sus miembros son denominadas comúnmente tangaras, o tangaraes, y también saíras, entre otros.

## Distribución y hábitat
Las especies de Stilpnia se distribuyen desde el sur tropical de México, por América Central y del Sur, hasta el centro de Bolivia, Paraguay, sur de Brasil, Uruguay y centro oriente de Argentina, una especie (S. cucullata) es endémica de San Vicente y Granada, en las Antillas Menores. Habitan en las copas de los árboles en bosques y selvas tropicales y subtropicales, donde se alimentan de brotes, flores, semillas, frutos e invertebrados.

## Características
Las tangaras de este género son tráupidos muy coloridos y pequeños, miden entre 13 y 14,5 cm de longitud. No hay un único elemento aglutinador en Stilpnia, sino más bien algunos patrones cromáticos que se repiten en conjuntos de sus especies y que permiten distinguirlas de las especies de Tangara. La mayoría de las especies tienen una gorra o capucha que se distingue del resto del plumaje; generalmente esta es de color negro; algunas tienen corona o capucha castaña, más o menos intenso, pero diferente al color del dorso. Otras tienen capuchas azules o doradas que contrastan con el negro en máscara ocular, pecho y manto. Muchas tienen dorado o verde en la garganta y en las cobertoras alares. En varias especies las hembras suelen tener gorra oscura en contraste con dorso verde. El género posee 5 sinapomorfias moleculares en el citocromo b: C12T, A72G, A210G, C774A y T801C.

## Taxonomía

### Descripción original
Este género fue descrito originalmente en el año 2016 por los ornitólogos Kevin J. Burns, Philip Unitt y Nicholas A. Mason. la especie tipo definida es Aglaia cyanoptera (actual Stilpnia cyanoptera) Swainson, 1834.

### Etimología
Etimológicamente el término de género femenino Stilpnia deriva de la palabra en el idioma griego στιλπνή, forma femenina para el adjetivo ‘brillante’ o ‘reluciente’, aludiendo al brillo que presenta el plumaje de estos coloridos pájaros.

### Historia taxonómica y relaciones filogenéticas
Las especies que integran el género Stilpnia fueron tradicionalmente incluidas en un amplio y numeroso género Tangara, hasta que en los años 2010, publicaciones de filogenias completas de grandes conjuntos de especies de la familia Thraupidae basadas en muestreos genéticos, que incluyeron varios marcadores mitocondriales y nucleares, permitieron comprobar que formaban un clado separado del género que integraban, por lo que se procedió a caracterizarlo y describirlo formalmente.
Cladísticamente, Stilpnia es definido como los descendientes del antecesor de Stilpnia cyanoptera y Stilpnia cucullata.
El Comité de Clasificación de Sudamérica (SACC), en la propuesta N° 730 parte 20 reconoció el nuevo género, en lo que fue seguido por el Congreso Ornitológico Internacional (IOC) y Clements checklist/eBird. Otras clasificaciones como Aves del Mundo (HBW) y Birdlife International (BLI) optaron por mantener el género Tangara más ampliamente definido, con lo cual las especies aquí contenidas conservan su nombre anterior.
Los amplios estudios filogenéticos recientes demuestran que el presente género es pariente próximo del género Poecilostreptus, ambos en una subfamilia Thraupinae.

## Lista de especies
Según las clasificaciones del Congreso Ornitológico Internacional (IOC) y Clements Checklist v.2019, el género agrupa a las siguientes especies con el respectivo nombre popular de acuerdo con la Sociedad Española de Ornitología (SEO) u otra cuando referenciado:
| Imagen | Nombre científico                                   | Autor                          | Nombre común           | EC (*) |
| ------ | --------------------------------------------------- | ------------------------------ | ---------------------- | ------ |
|        | Stilpnia cyanoptera (como Tangara argentea en IUCN) | (Swainson, 1834)               | tangara cabecinegra    | LC     |
|        | Stilpnia (cyanoptera) whitelyi                      | (Salvin & Godman, 1884)        | tangara capuchinegra   | LC     |
|        | Stilpnia viridicollis                               | (Taczanowski, 1884)            | tangara dorsiplateada  | LC     |
|        | Stilpnia heinei                                     | (Cabanis, 1851)                | tangara coroninegra    | LC     |
|        | Stilpnia argyrofenges                               | (P.L. Sclater & Salvin, 1876)  | tangara dorsipajiza    | VU     |
|        | Stilpnia phillipsi                                  | (Graves & Weske, 1987)         | tangara del Sira       | LC     |
|        | Stilpnia peruviana                                  | (Desmarest, 1806)              | tangara dorsinegra     | VU     |
|        | Stilpnia preciosa                                   | (Cabanis, 1851)                | tangara preciosa       | LC     |
|        | Stilpnia meyerdeschauenseei                         | (Schulenberg & Binford, 1985)  | tangara coroniverde    | NT     |
|        | Stilpnia cayana                                     | (Linnaeus, 1766)               | tangara isabel         | LC     |
|        | Stilpnia (cayana) flava                             | (Gmelin, 1789)                 | tangara isabel sureña  | LC     |
|        | Stilpnia cucullata                                  | (Swainson, 1834)               | tangara antillana      | LC     |
|        | Stilpnia (cucullata) versicolor                     | (Lawrence, 1878)               | tangara de San Vicente | LC     |
|        | Stilpnia vitriolina                                 | (Cabanis, 1851)                | tangara matorralera    | LC     |
|        | Stilpnia nigrocincta                                | (Bonaparte, 1838)              | tangara pechinegra     | LC     |
|        | Stilpnia larvata                                    | (du Bus de Gisignies, 1846)    | tangara cabecidorada   | LC     |
|        | Stilpnia cyanicollis                                | (d'Orbigny & Lafresnaye, 1837) | tangara cabeciazul     | LC     |

(*) Estado de conservación